# Sif (personaggio)
Lady Sif è un personaggio dei fumetti, creato da Stan Lee (testi) e Jack Kirby (disegni), pubblicato dalla Marvel Comics. La sua prima apparizione avviene in Journey into Mystery (vol. 1) n. 102 (marzo 1964).
Temibile guerriera asgardiana ispirata all'omonima dea della mitologia norrena, Sif è un'amica d'infanzia e compagna d'avventure di Balder, dei Tre guerrieri e, soprattutto, di Thor, col quale, oltre ad aver combattuto fianco a fianco in molteplici battaglie, condivide una storica quanto altalenante relazione sentimentale.

## Biografia del personaggio

### Primi anni
Sorella di Heimdall, Sif è stata in compagnia di Thor e Balder sin dall'infanzia. Come tutti gli asgardiani, alla nascita i suoi capelli erano biondi, ma un giorno Loki, invidioso, glieli ha tagliati sostituendoli poi con dei capelli neri incantati creati dai nani. Sin da bambina dimostra di possedere spiccate doti da combattente venendo considerata la migliore donna guerriera di Asgard assieme alla valchiria Brunnhilde.
Quando una gigante la rapisce per consegnarla alla dea della morte Hela in cambio dell'immortalità, Thor, pur di salvarla, si offre di consegnarsi al suo posto. Hela, colpita dal gesto, lascia liberi entrambi.

### Guerriera di Asgard
Sif e Thor vengono in seguito separati quando Odino bandisce il figlio da Asgard dando inizio alla sua vita da supereroe sulla Terra. Anni dopo, Thor fa ritorno in patria e chiede al padre la sua benedizione per sposare la mortale Jane Foster, che tuttavia non supera la prova di Odino e viene rimandata sulla Terra senza ricordi. Poco tempo dopo Sif e Thor si rincontrano e si innamorano divenendo anche partner nella lotta al crimine in battaglie contro Ulik, i Tre dell'Incantatrice, il Circo del Crimine, il Demolitore, Mangog, Pluto e Surtur. Sif si unisce poi alla resistenza quando Loki assume il controllo di Asgard ed è tra i molti asgardiani che vengono esiliati in seguito all'incontro con Tana Nile, sebbene in seguito le venga concesso di ritornare.
Scoperto successivamente che Thor prova ancora dei sentimenti per Jane dopo che quest'ultima rimane gravemente ferita, Sif decide di salvarle la vita unendo la sua forza vitale alla propria, di modo da poter capire il motivo per cui Thor sia tanto attratto dai mortali. Il legame tra Sif e Jane viene tuttavia spezzato quando, poco dopo, la mortale viene imprigionata in una dimensione parallela da cui, comunque, lei e Thor riescono a salvarla ricongiungendola col suo amore terrestre, il dottor Keith Kincaid. Rapita e segregata da Red Norvell, mortale innamoratosi di lei e dotato da Loki degli stessi poteri di Thor, Sif riesce a convincerlo a lasciarla libera per tornare ad Asgard e prevenirne la distruzione dopodiché riesce a rompere i voti che tenevano Thor imprigionato, permettendogli di tornare sulla Terra.
Tempo dopo, schieratisi in difesa della Terra contro Surtur e le sue armate, Sif e Beta Ray Bill si accorgono, durante la battaglia, di sentirsi attratti l'uno dall'altra. Contemporaneamente Lorelei fa bere un elisir d'amore a Thor portandolo ad attaccare Sif. Terminata la guerra, Bill e Sif passano un po' di tempo insieme sulla Terra per riflettere sui loro sentimenti reciproci, dopodiché la guerriera fa ritorno ad Asgard e perdona Thor, comprendendo che la sua brutalità era dovuta al filtro di Lorelei. Inoltre chiarisce che il suo rapporto con Bill è puramente platonico.
Tempo dopo Sif instaura una relazione con un altro mortale, Eric Masterson (Thunderstrike); quando però l'anima di Thor viene imprigionata da Mefisto, per liberarla essa giura fedeltà al demone, venendo manipolata affinché affronti Balder ed Eric, che l'avevano seguita e riescono a riportarla in sé. Sif ed Eric decidono infine di restare semplici amici, sebbene lui le regali la sua giacca di pelle preferita.

### Il regno di Thor
In seguito alla morte di Odino, Thor diviene re di Asgard e, per non dover scegliere tra il desiderio di proteggere i mortali e i suoi doveri regali, decide di modellare la Terra a immagine del suo mondo instaurando, di fatto, una tirannia. Sif, disapprovando questo comportamento, tenta di fargli cambiare idea ma viene esiliata. Molti anni dopo, Magni, figlio di Thor e Amora, ritrova la guerriera che, pur essendo ancora innamorata di Thor, convince il giovane a sollevarsi contro suo padre. La battaglia che ne consegue porta alla morte di tantissimi Asgardiani, tra cui i Tre Guerrieri. Thor, comprendendo il suo errore, resetta tale linea temporale riportando tutto alla normalità.
Successivamente Loki porta il Ragnarǫk su Asgard, facendo perdere terreno alle forze divine. Durante il primo assalto Sif perde un braccio e sopravvive solo grazie all'intervento di Brunnhilde che, in seguito, viene assassinata; per onorarne la memoria, Sif decide dunque di guidare le Valchirie nella battaglia finale. Caduta in battaglia contro le forze di Surtur, Sif muore al fianco di Volstagg.

### Rinascita
Ritornato in vita, Thor si prodiga a resuscitare tutti gli dei del pantheon, a cominciare da Heimdall. Thor, pensando che Sif fosse rinata nel corpo della sua vecchia fiamma Jane Foster, va a trovarla sotto forma del suo alter ego Donald Blake. Jane gli fa credere che la compagna non si sia rincarnata. In realtà tuttavia, la coscienza di Sif è sopita nel corpo dell'anziana Rose Chambers, malata terminale di cancro. Loki la tiene nascosta agli occhi di Thor tramite i suoi poteri magici; scoperta la verità, il Dio del Tuono tenta di ritrovare l'amata prima che Loki possa riassumere la sua vera forma. Una volta ripristinata Sif, la signora Chambers muore.
In seguito, Sif si unisce a Thor nell'esilio a Broxton, Oklahoma, col nome fittizio di Sylvan. Durante tale permanenza, la guerriera tenta di ritrovare il suo equilibrio interiore affrontando la rabbia dovuta al fatto che il suo corpo fosse stato posseduto da Loki mentre lei era intrappolata dentro la signora Chambers; inoltre aiuta Beta Ray Bill quando la sua astronave, Skuttlebutt, viene invasa da alieni infettati da un virus. Sif prende successivamente parte all'Assedio di Asgard e alla Guerra al Serpente. Sif avrà figli con Thor: Mòði e Thrudr, Torunn.

## Poteri e abilità
Lady Sif possiede i poteri comuni a tutti gli asgardiani, quali forza, agilità, velocità, riflessi e resistenza sovrumani dovuti al fatto che pelle e ossa asgardiane siano all'incirca tre volte più dense di quelle di un comune essere umano. La sua longevità è inoltre quasi illimitata e, raggiunta la maturità, il suo invecchiamento si è praticamente cristallizzato, inoltre non può morire se non venendo uccisa. Sif ha una forza fisica molto maggiore perfino alla media degli asgardiani maschi, ed è un'esperta di combattimento e armi bianche (in battaglia predilige l'uso di scudo e spada) che condivide con Brunnhilde la nomea di donna-guerrera più forte di Asgard.
Nelle sue prime apparizioni, Sif ha dimostrato di possedere l'abilità di teletrasportare se stessa ed altri individui dalla Terra ad Asgard e viceversa. Sebbene successivamente sia stato stabilito che tale abilità dipenda dalla sua spada incantata, capace di aprire portali tra le dimensioni attraverso una complessa serie di movimenti ritmici, in alcune occasioni si è teletrasportata senza servirsene.

## Altre versioni

### Guardiani della Galassia
Nella linea temporale dei Guardiani della Galassia, Thor e Sif hanno un figlio nel XXXI secolo: Woden Thorson.

### MC2
Nel futuro alternativo di MC2 compare la versione anziana di Lady Sif, esule di Asgard a causa dell'invasione dal divoratore di mondi Galactus.

### Mutant X
Nell'universo Mutant X, Sif è una dei tanti eroi che combattono contro Arcano perdendo la vita.

### Terra X
Nella serie Terra X, gli asgardiani scoprono di essere in realtà degli alieni manipolati dai Celestiali affinché credano di essere gli dei nordici.

## Altri media

### Animazione
- Sif appare nel film d'animazione Hulk Vs. Thor e Wolverine, doppiata in originale da Grey DeLisle[46].
- Nel film animato Thor: Tales of Asgard[47], Sif è doppiata, in versione originale, da Tara Strong.

### Marvel Cinematic Universe

Sif interpretata da Jaimie Alexander nel film Thor

Nel franchise del Marvel Cinematic Universe, Sif è interpretata da Jaimie Alexander. Questa versione del personaggio, come la controparte cartacea, è un'amica d'infanzia di Thor con cui viene fatto intendere abbia avuto un qualche tipo di rapporto sentimentale tuttavia non viene mai detto che sia la sorella di Heimdall, né sembra esserlo.
- In Thor (2011) scoperti i piani di Loki, Sif e i Tre guerrieri, con la complicità di Heimdall, aiutano Thor a tornare ad Asgard per affrontarlo.
- Lady Sif ricompare nel quindicesimo episodio della prima stagione della serie televisiva Agents of S.H.I.E.L.D.[49][50] e nel dodicesimo episodio della seconda[51]. Curiosamente, nell'adattamento italiano, anziché essere doppiata da Stella Musy come nei film, la sua voce è data da Ilaria Latini.
- In Thor: The Dark World (2013)[52] Sif aiuta Thor, Jane e Loki a fuggire da Asgard portando così l'Aether fuori dalla città affinché Malekith non se ne impossessi.
- Il personaggio non ricompare in Thor: Ragnarok (2017). La sua assenza è giustificata dagli impegni dell'attrice con le riprese della serie televisiva Blindspot. Kevin Feige ai tempi aveva affermato che Sif è ancora viva[53] e che Loki, nel periodo in cui era mutato in Odino, ha bandito Sif da Asgard, probabilmente perché temeva che, come Heimdall, poteva smascherarlo. In una scena del film dove degli attori asgardiani recitano una storia basata su The Dark World, è interpretata da Charlotte Nicdao.[54]
- Gli sceneggiatori di Avengers: Infinity War e Avengers: Endgame hanno confermato che Sif è tra coloro che sono morti a causa dello schiocco di Thanos in Infinity War, ma dovrebbe essere ritornata in vita dopo lo schiocco di Iron Man in Endgame.
- Sif compare nel quarto episodio di Loki come parte di un loop temporale ideato dalla Time Variance Authority per punire Loki, facendogli rivivere un pestaggio da parte dell'asgardiana per averle tagliato i capelli per scherzo (richiamo ai fumetti).
- Lady Sif compare anche nella serie animata What If...?.
- In Thor: Love and Thunder (2022)[55] Sif perde il braccio sinistro combattendo contro Gorr il Macellatore di Dei, ma riesce ad inviare un segnale di soccorso a Thor, che la porta a New Asgard per curarla. In seguito riappare in una delle scene finali, dove inizia ad addestrare insieme a Valchiria i bambini di New Asgard, tra cui Axl, il figlio di Heimdall.

### Televisione
- Sif compare nel settimo episodio di Super Hero Squad Show, con la voce originale di Tricia Helfer.
- Il personaggio, doppiato in originale da Nika Futterman, compare nel secondo episodio di Avengers - I più potenti eroi della Terra.

### Videogiochi
- Sif è un personaggio non giocabile in Marvel: La Grande Alleanza.
- Il personaggio compare, doppiato da Jaimie Alexander[56], nel videogioco Thor - Il dio del tuono, basato sul film del 2011.
- In Marvel: Avengers Alliance, e nel gioco correlato Marvel: Avengers Alliance Tactics, Sif è un personaggio giocabile.
- Sif è presente nel MMORPG Marvel Heroes.
- In LEGO Marvel Super Heroes e LEGO Marvel's Avengers, Sif è un personaggio giocabile.
- Sif è un personaggio giocabile in Marvel Future Fight.